# 毛茎龙胆
毛茎龙胆（学名：Gentiana pubicaulis）为龙胆科龙胆属的植物，是中国的特有植物。分布于中国大陆的四川、甘肃等地，生长于海拔1,000米至3,000米的地区，见于山沟、山坡草地以及林下，目前尚未由人工引种栽培。